# Ophiusa rufescens
Ophiusa rufescens  là một loài bướm đêm thuộc họ Erebidae. Nó được tìm thấy ở Châu Phi, bao gồm Sierra Leone.